# Bills, Bills, Bills
Bills, Bills, Bills is een nummer van Amerikaanse meidengroep Destiny's Child uit 1999. Het is de eerste single van hun tweede studioalbum The Writing's on the Wall.
Het nummer werd vooral in Noord-Amerika en West-Europa een grote hit. In de Amerikaanse Billboard Hot 100 was het goed voor een nummer 1-notering. In zowel de Nederlandse Top 40 als de Vlaamse Ultratop 50 bereikte het nummer de 8e positie.